# Дарія Ді Філіппо
Дарія Ді Філіппо (до шлюбу Чеснокова; нар. 1988, Харків) — українська бальна танцівниця, дружина італійського танцівника Стефано Ді Філіппо. На міжнародних змаганнях після початку співпраці з чоловіком представляла Італію, потім — США.

## Життєпис
Народжена в 1988 році в м. Харкові.
Партнери Дарії та країни, за які вона виступала:
- березень 2002 — червень 2002 — Андрій Петерин (Україна)
- вересень 2003 — січень 2004 — Олексій Кравчук (Україна)
- серпень 2004 — січень 2006 — Антон Іванов (Україна)
- січень 2006 — листопад 2008 — Олег Негров (Україна)
- грудень 2008 — серпень 2011 — Валентин Чмерковський (США)
- березень 2012 — червень 2012 — Славик Крикливий (США)
- серпень 2012 — травень 2021 — Стефано Ді Філіппо (Італія[2], США[3]

У 2014 році брала участь у змаганнях «Ternopil Grande Cup». 
У травні 2021 року ЗМІ повідомили, що її співпраця зі Стефано ді Філіппо припинилася.